# Příčovy
Příčovy (en allemand : Pritschau) est une commune du district de Příbram, dans la région de Bohême-Centrale, en République tchèque. Sa population s'élevait à 338 habitants en 2020.

## Géographie
Příčovy se trouve à 3 km au nord-ouest de Sedlčany, à 29 km à l'est de Příbram et à 45 km au sud de Prague.
La commune est limitée par Nalžovice au nord, par Kňovice à l'est, par Sedlčany au sud et par Dublovice à l'ouest.

## Histoire
La première mention écrite de la localité date de 1365.
Le village appartenait à l'origine à la famille des seigneurs de Příčovy. Au XVIe siècle, le village est passé sous la propriété de la famille des Lobkowicz. La famille Lobkowicz a construit un château à Příčovy au XVIIe siècle. Le château est aujourd'hui en ruines.

## Lieux d'intérêt
- L'église Saint-Barthélemy, une église gothique du XIVe siècle.
- Le château de Příčovy, un château en ruines du XVIIe siècle.
- La réserve naturelle nationale de Těšovské údolí, une vallée boisée avec des formations rocheuses.

## Personnalités
- Josef Václav Sládek (1845-1916), poète tchèque.
- František Xaver Veselý (1853-1926), peintre tchèque.